# BRCA1

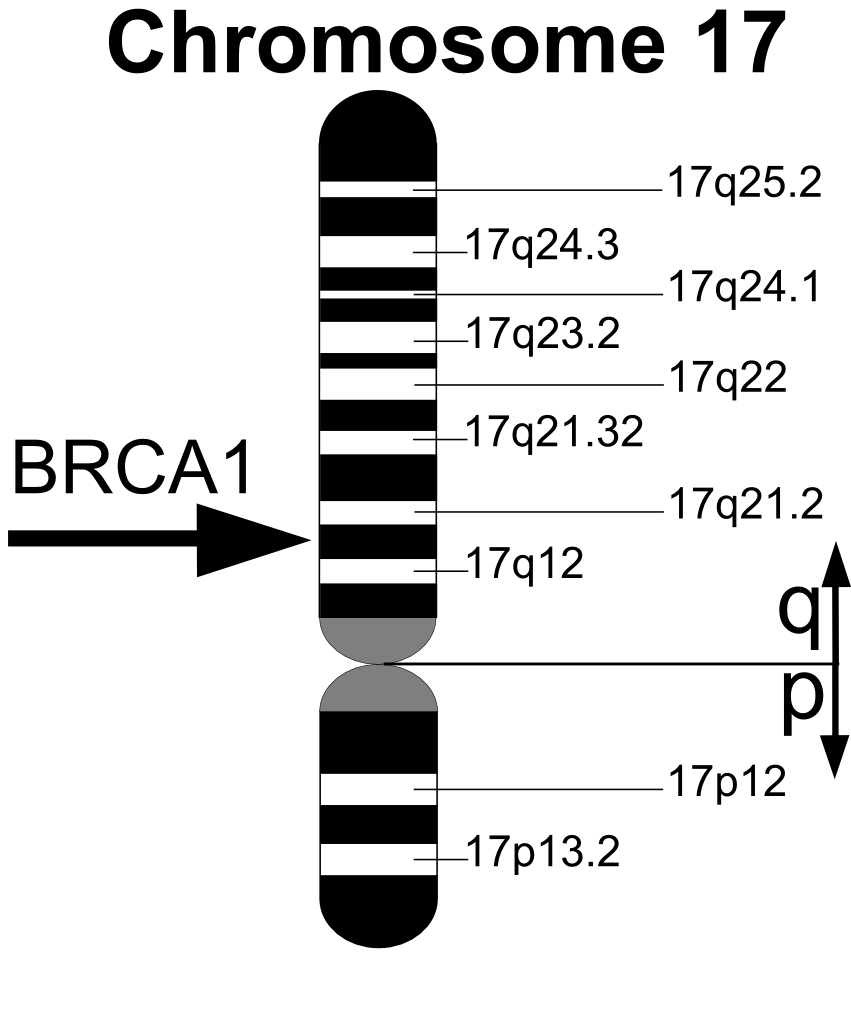
موقع جين BRCA1 على الكروموسوم 17.

بروتين القابلية لسرطان الثدي من النمط الأول، هو بروتين يُشفَّر في البشر بواسطة جين BRCA1. توجد نظائر هذا البروتين بشكل شائع في الفقاريات الأخرى، بينما قد تحتوي جينومات اللافقاريات على جينات ذات علاقة أبعد بهذا البروتين. يُعد جين BRCA1 جينًا مثبطًا للورم (يُعرف أيضًا باسم جين الحارس "caretaker gene")، وهو مسؤول عن إصلاح تلف الحمض النووي.
BRCA1 وBRCA2 هما بروتينان غير مرتبطين من الناحية الهيكلية، لكنهما يعبَّران عنهما عادةً في خلايا الثدي وأنسجة أخرى، حيث يساعدان في إصلاح الحمض النووي التالف أو تدمير الخلية إذا تعذر إصلاح الحمض النووي. ولهما دور في إصلاح الضرر الكروموسومي، ويؤديان دورًا مهمًا في إصلاح كسور الحمض النووي المزدوجة بشكل خالٍ من الأخطاء. إذا تضرر BRCA1 أو BRCA2 نفسه نتيجة طفرة، فلن يتم إصلاح الحمض النووي التالف بشكل صحيح، مما يزيد من خطر الإصابة بسرطان الثدي. يُوصف BRCA1 وBRCA2 بأنهما "جينات القابلية لسرطان الثدي" و"بروتينات القابلية لسرطان الثدي". الأليل السائد له وظيفة مثبطة للورم بشكل طبيعي، بينما تؤدي الطفرات ذات الاختراق العالي في هذه الجينات إلى فقدان الوظيفة المثبطة للورم، مما يرتبط بزيادة خطر الإصابة بسرطان الثدي.
يتفاعل بروتين BRCA1 مع مثبطات الأورام الأخرى، وأجهزة استشعار تلف الحمض النووي، ومنقولات الإشارة ليشكل معقدًا بروتينيًا كبيرًا متعدد الوحدات يُعرف باسم معقد مراقبة الجينوم المرتبط بـ BRCA1. يرتبط بروتين BRCA1 مع إنزيم بوليميراز الحمض النووي الريبي II، ومن خلال مجاله الطرفي الكربوكسيلي، يتفاعل أيضًا مع مجمعات نزع الأسيتيل من الهيستونات. وبالتالي، يلعب هذا البروتين دورًا في نسخ الحمض النووي الريبي، وإصلاح كسور الحمض النووي المزدوجة، واليوبيكويتين، والتنظيم النسخي، بالإضافة إلى وظائف أخرى.
طُرحت طرق اختبار احتمالية إصابة المريض بسرطان نتيجة وجود طفرات في جيني BRCA1 وBRCA2، وكانت هذه الاختبارات محمية ببراءات اختراع مملوكة أو مسيطر عليها من قبل شركة مايريد جينيتكس. أدى نموذج عمل الشركة القائم على تقديم الاختبار التشخيصي بشكل حصري إلى تحولها من شركة ناشئة في عام 1994 إلى شركة مساهمة عامة تضم 1200 موظف وحوالي 500 مليون دولار من الإيرادات السنوية في عام 2012؛ كما أدى ذلك إلى جدل حول ارتفاع الأسعار وعدم القدرة على الحصول على رأي ثانٍ من مختبرات تشخيصية أخرى، مما أدى بدوره إلى قضية جمعية علم الأمراض الجزيئية ضد شركة مايريد جينيتكس التي كانت نقطة تحول بارزة في هذا المجال.

## الاكتشاف
تم تحديد الموقع الكروموسومي لجين BRCA1 من قبل فريق ماري كلير كينغ في جامعة كاليفورنيا، بيركلي في عام 1990. بعد منافسة دولية لتحديد الموقع الدقيق للجين، تم استنساخ جين BRCA1 في عام 1994 من قبل علماء في جامعة يوتا، والمعهد الوطني لعلوم الصحة البيئية وشركة مايريد جينيتكس.

## روابط خارجية
- BRCA1 Protein في المكتبة الوطنية الأمريكية للطب نظام فهرسة المواضيع الطبية (MeSH).

- Genes, BRCA1 في المكتبة الوطنية الأمريكية للطب نظام فهرسة المواضيع الطبية (MeSH).